# Kelemen András (villamosmérnök)
Kelemen András (Gyergyóremete, 1964. augusztus 9.) erdélyi magyar villamosmérnök, egyetemi oktató.

## Életpályája
Csíkszeredában járt középiskolába 1978 és 1982 között a Matematika–Fizika Líceumban.Villamosmérnöki diplomát 1988-ban szerzett Brassóban. Ugyancsak a brassói Transilvania Egyetemen doktorált 2007-ben. 
1988-tól Marosvásárhelyen mérnök, tervező mérnök különböző vállalatoknál és kutató intézetekben. 2003-tól a Sapientia Erdélyi Magyar Tudományegyetem oktatója, és ezzel párhuzamosan tervező-fejlesztő mérnök a marosszentgyörgyi S.C.TETRONIC s.r.l. cégnél.
2013 márciusa és 2021 januárja között a Sapientia marosvásárhelyi karának dékánja volt. Ezidő alatt épült fel a kar kollégiuma (2014) és a második oktatási épülete (2017). Első dékáni mandátuma alatt indultak be a karon az első mesterképző szakok. 2015-ben nyílt meg a marosvásárhelyi karhoz tartozó Sepsiszentgyörgyi Tanulmányi Központ.
2009-től az Acta Universitatis Sapientiae szakmai folyóirat szerkesztőbizottsági tagja, valamint ezen folyóirat Electrical and Mechanical Engineering sorozatának felelős szerkesztője.

## Munkássága
Kutatási területei: teljesítményelektronika, indukciós hevítésben használt konverterek irányítása, vékonyréteg-technológia, szabályozott villamoshajtások. Dékáni tevékenységével hozzájárult a kar sikeres fejlesztéséhez.

## Szakmai tagságok
- Institute of Electrical and Electronics Engineers (IEEE)
- Societatea Română de Automatică şi Informatică Tehnică (SRAIT)
- Erdélyi Magyar Műszaki Tudományos Társaság (EMT)

## Díjak
- A TIB2008 nemzetközi vásár díja a Convertizor de frecvenţă (frekvenciaváltó) termékért (a TETRONIC SRL cég keretében)
- Jenei Dezső-díj, Erdélyi Múzeum-Egyesület, 2015[2]
- Magyar Érdemrend lovagkeresztje, 2021[3][4]